# Безвкусница щирицевидная
Безвкусница щирицевидная, или щирицевая, или обыкновенная (лат. Axyris amaranthoides; от Amaranthus — щирица), — вид травянистых растений рода Безвкусница (Axyris) семейства Амарантовые (Amaranthaceae).

## Ботаническое описание
Однолетнее травянистое растение. Стебель прямой или лишь при основании восходящий, ветвистый, 15—90 см высотой, покрытый, обычно за исключением нижней части, звёздчато-разветвлёнными отстоящими волосками. Плодоносные ветви, отходящие от главного стебля, при своем основании на значительном расстоянии безлистные. Листья ланцетовидные или яйцевидно-ланцетовидные, заострённые, цельнокрайные, покрытые на нижней стороне более или менее густо звёздчатыми волосками; нижние — на черешках в 3—5 раз короче пластинки, которая 3—10 см длиной и 0,5—3 см шириной, самые верхние — мелкие и почти сидячие.
Мужские цветки бледно-желтоватые, в плотных пучках, расположенных на тонких цветоносах, выходящих из верхушек стебля и ветвей, сплошным или прерывистым тонким колосовидным соцветием, более длинным на верхушке стебля и достигающим здесь до 3—5 см длиной. Околоцветник обычно 3-раздельный, с перепончатыми продолговатыми или продолговато-овальными, снаружи волосистыми долями около 1 мм длиной. Тычинок обычно 3. Женские цветки помещаются под мужскими соцветиями в пазухах листьев. Околоцветник 3-листный; листочки его обратно-яйцевидные, тупые, перепончатые, снаружи длинно-волосистые, при плодах несколько увеличивающиеся и достигающие 2—2,5 мм длиной. Плод буровато-серый, обратно-яйцевидный, не сильно сжатый с боков, 2,5—3 мм длиной, на верхушке с 2-лопастным крылом, которое в 4—5 раз короче плода.

## Распространение и экология
Евразия. Встречается как сорное на залежах около жилья, полей и дорог, а также в горах по склонам холмов и гор, преимущественно на каменистой или щебнистой почвах.